# Leptachatina lepida
Leptachatina lepida es una especie de molusco gasterópodo de la familia Amastridae en el orden de los Stylommatophora.

## Distribución geográfica
Es  endémica de los Estados Unidos.